# Menanggal (Gayungan)
Menanggal is een bestuurslaag in het regentschap Surabaya van de provincie Oost-Java, Indonesië. Menanggal telt 8509 inwoners (volkstelling 2010).